# Türkischer Drachenkopf

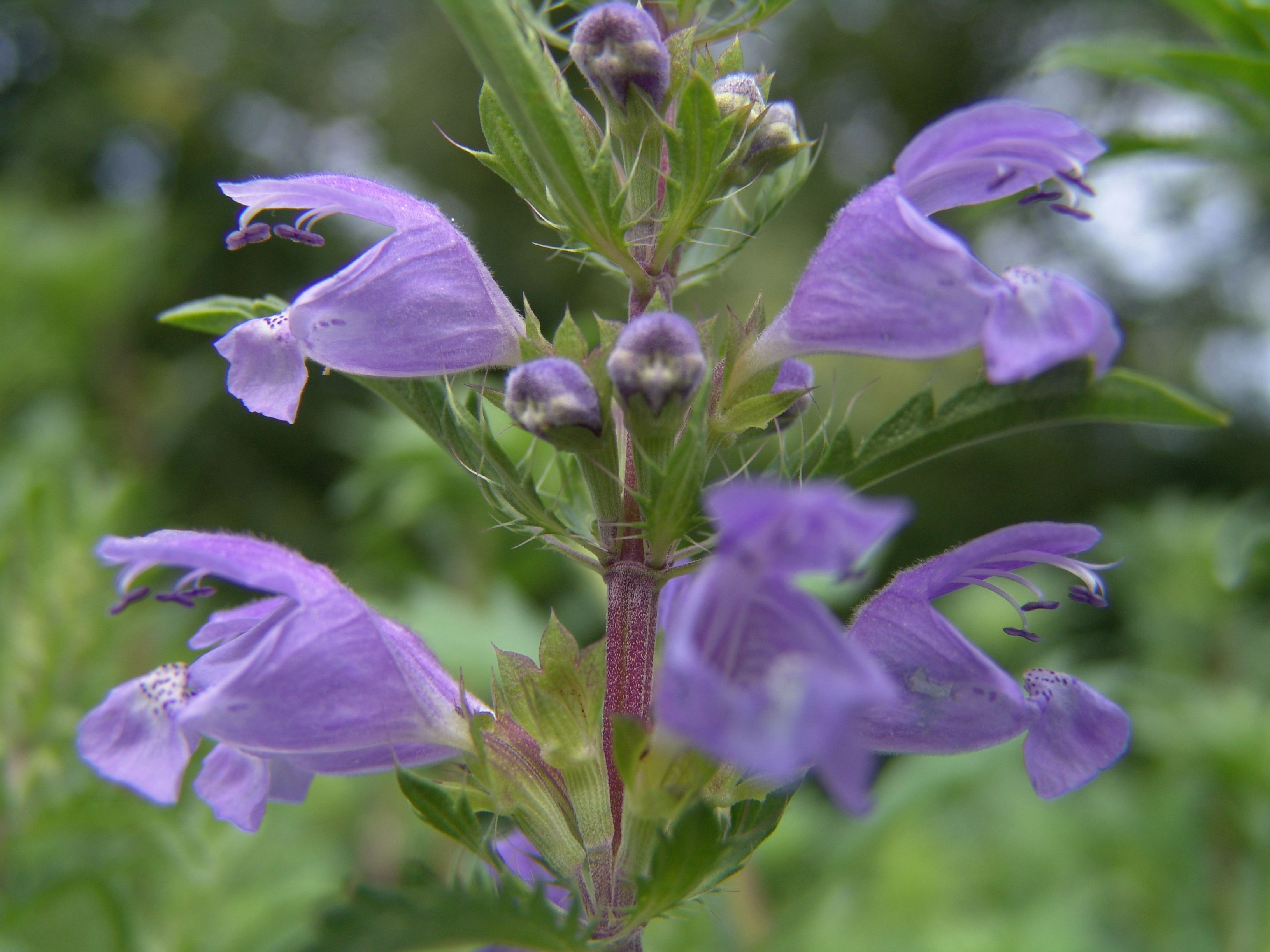
Blütenstand des Türkischen Drachenkopfes

Der Türkische Drachenkopf (Dracocephalum moldavica), auch Moldawische Melisse oder Moldawien-Drachenkopf ist eine Pflanzenart aus der Gattung der Drachenköpfe (Dracocephalum) in der Familie der Lippenblütler (Lamiaceae).

## Beschreibung
Der Türkische Drachenkopf ist eine einjährige krautige Pflanze, die Wuchshöhen zwischen 22 und 40 Zentimeter erreicht. Er bildet mehrere aufrechte, verzweigte Stängel aus, die purpurn angefärbt und mit winzigen nach unten zeigenden Härchen besetzt sind. Die Laubblätter sitzen vor allem am oberen Teil des Stängels an Stielen, die etwa so lang wie die Spreiten sind. Die Blattform ist oval bis keilförmig, an der Basis eher herzförmig und hier manchmal gezahnt, am Rand leicht gefurcht und mit abgerundeter Spitze. Die oberen Blattspreiten sind eher lanzettförmig bis linear-lanzettförmig. Die Blätter werden von 1,4 bis 4,0 Zentimeter lang und zwischen 0,4 und 1,2 Zentimeter breit. Sie sind gelblich drüsig mit nur wenigen Leitbündeln, die mit kleinen Härchen besetzt sind.
Die Blütenstände sind Scheinquirle (zymös) aus vier Blüten, die lose an den fünf bis zwölf oberen Nodien des Stängels und der Zweige sitzen. Die Hochblätter sind länglich, aber etwas kürzer als der Kelch. Ihr Rand ist mit 2,5 bis 3,5 Millimeter langen Dornen besetzt und dünn behaart. Der Blütenstiel ist 3 bis 5 Millimeter lang und steht nach der Entfaltung der Blüte (Anthese) waagerecht. Der Kelch ist 8 bis 10 Millimeter lang und golden drüsig. Besonders an der Basis ist er fein behaart. Die Leitbündel sind purpurn. Die Lippenblüten bestehen aus zwei Lippen. Die obere Lippe ist ungleich gezahnt, mit scharfer Spitze. Die Krone ist bläulich purpurn und 1,5 bis 2,5 cm groß, an der Außenseite weiß drüsig. Die Mitte der unteren Lippe ist häufig dunkel gepunktet. 
Nach der Blüte bilden sich sogenannte Klausen als Früchte aus, sie werden circa 2,5 Millimeter lang und haben eine abgeschnittene glatte Spitze.
Die Chromosomenzahl beträgt 2n = 10.

## Verbreitung
Die Art ist neben Europa auch in weiten Teilen Asiens verbreitet, unter anderem in Russland, Tadschikistan, Turkmenistan, Indien und der Volksrepublik China. Das Verbreitungsgebiet reicht vom Iran bis zu Russlands Fernem Osten. Sie liebt trockene Hügel, steinige Flussbänke und Täler in Höhenlagen zwischen 200 und 2700 Meter.
Die europäischen Vorkommen konzentrieren sich im Wesentlichen auf Nordeuropa und Osteuropa und stammen aus Einbürgerungen.
In Österreich tritt die Art selten im Burgenland, in der Steiermark und in Vorarlberg verwildert auf. Frühere Bestände in Südtirol gelten als ausgestorben.

## Systematik
Dracocephalum moldavica wurde 1753 von Carl von Linné in Species Plantarum veröffentlicht. Synonyme für Dracocephalum moldavica sind Dracocephalum fragrans Salisb., Nepeta moldavica (L.) Baill., Moldavica moldavica (L.) Britton, Ruyschiana moldavica (L.) House, Moldavica suaveolens Gilib., Moldavica punctata Moench und Moldavica setosa Stokes.

## Verwendung
Vom Kraut werden Triebspitzen und Blätter zum Zeitpunkt der Vollblüte geerntet. Zu diesem Zeitpunkt ist der Gehalt an ätherischem Öl am höchsten. Das Kraut wird getrocknet und kann als Droge (Dracocephali herba) oder Aromastoff verwendet werden. Für den Anbau existieren die beiden Sorten 'Arat' und 'Aratora', die vor allem in der DDR züchterisch bearbeitet wurden.
Das ätherische Öl wirkt unterstützend bei Verdauungsbeschwerden und schwach krampflösend auf Magen und Darm, weshalb es in Magen-, Gallen- und Lebertees Verwendung findet. Es setzt sich u. a. aus Citral (30 %), Geranylacetat (45 %), Geraniol (11 %), Nerylacetat (3 %) und Citral B (0,4 %) zusammen. In der Lebensmittelindustrie dient es als Aromastoff für Tees, Erfrischungsgetränke und Spirituosen.
Der Türkische Drachenkopf ist zugleich eine außerordentlich gute Bienenweide. Jede Blüte produziert innerhalb von 24 Stunden Nektar mit einem Zuckergehalt von 0,1 bis 0,8 mg. Mit maximal möglichen Honigerträgen je Blühsaison von 650 kg pro Hektar Anbaufläche übertrifft der Drachenkopf bekannt gute Trachtpflanzen wie die Phacelia oder den Raps noch deutlich.

## Trivialnamen
Für den Türkischen Drachenkopf bestehen bzw. bestanden auch die weiteren deutschsprachigen Trivialnamen: türkisch Boalsen (Siebenbürgen), fremde Melisse und türkische Melisse.